# Wgłębnik

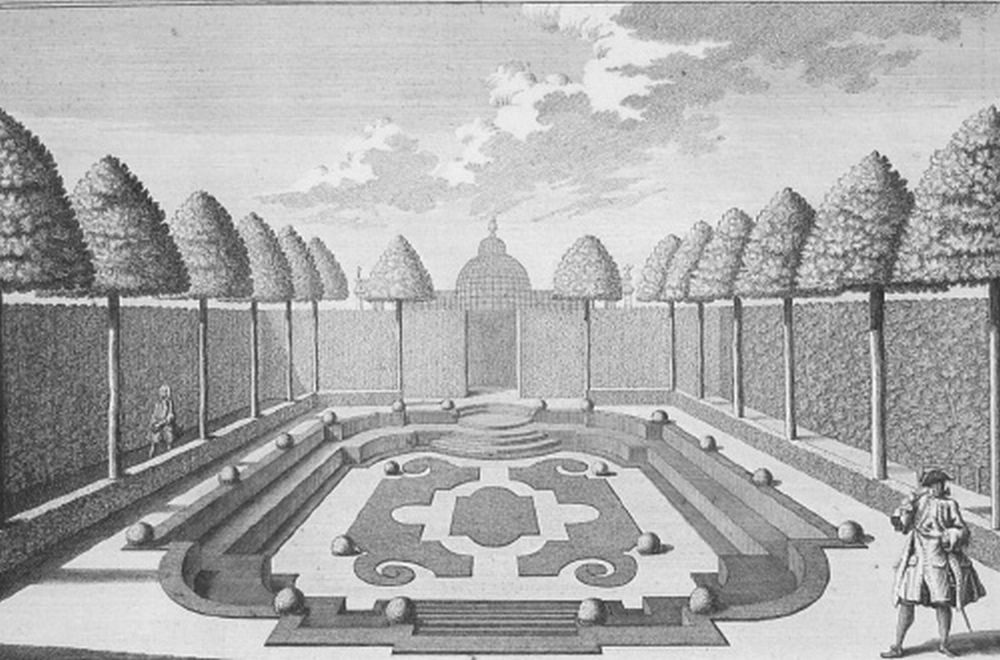
Wgłębnik w ogrodach Francji

Wgłębnik (boulingrin) – rodzaj trawnika lub rabaty. Swoją nazwę zawdzięcza zagłębieniu w ziemię, tworząc część obniżoną w stosunku do poziomu ogrodu.
Jako element ogrodu wgłębnik powstał w Anglii i upowszechnił się w ogrodach barokowych. Był on stałym elementem ogrodów do połowy XIX wieku. Z reguły wgłębniki mają kształty geometryczne, często też były obsadzane dookoła szpalerami drzew. Można je podzielić na trzy rodzaje:
- wgłębniki w układach płaskich, gdzie występowały na otwartych przestrzeniach
- wgłębniki bryłowe, które otoczone były szpalerami drzew
- wgłębniki typu wnętrzowego, gdzie znajdowały się we wnętrzach ogrodu

Wgłębniki występują w ogrodach Wersalu Grand Trianon. W Polsce wgłębnik można zobaczyć m.in. w Ogrodzie Dolnym Zamku Królewskiego w Warszawie, gdzie został odtworzony w trakcie remontu.